# Segno di Kehr
Il segno di Kehr è un dolore acuto localizzato alla spalla dovuto alla presenza, nel cavo peritoneale, di sangue o altri agenti irritanti; si manifesta in posizione di Trendelenburg (decubito supino con gambe sollevate).

## Storia
La scoperta di questo segno clinico è generalmente attribuita al chirurgo tedesco Johannes Otto Kehr, tuttavia non vi è una dimostrazione certa che ne sia realmente l'autore.

## Significato clinico
Il segno di Kehr localizzato alla spalla sinistra è considerato una manifestazione clinica della rottura o lesione della milza. Altre cause sono:
- lesioni diaframmatiche o peridiaframmatiche;
- litiasi renale;
- gravidanza ectopica.

## Fisiopatologia
Il segno di Kehr è un classico esempio di dolore riferito: l'irritazione diaframmatica è trasmessa dalle fibre dolorifiche del nervo frenico come dolore localizzato sopra la clavicola. Questo avviene perché i nervi sopraclavicolari hanno la stessa origine, a livello del midollo spinale, del nervo frenico (C3-C4).